# Selkäsaari (ö i Norra Karelen, Joensuu, lat 62,61, long 29,70)
Selkäsaari är en ö i Finland. Den ligger i sjön Pyhäselkä och i kommunen Joensuu i den ekonomiska regionen  Joensuu ekonomiska region  och landskapet Norra Karelen, i den sydöstra delen av landet, 400 km nordost om huvudstaden Helsingfors. Öns area är 2,4 hektar och dess största längd är 300 meter i nord-sydlig riktning.